# Nazionale maschile di calcio a 5 del Canada
La nazionale maschile di calcio a 5 del Canada è, in senso generale, una qualsiasi delle selezioni nazionali di calcio a 5 della Federazione calcistica del Canada che rappresentano il Canada nelle varie competizioni ufficiali o amichevoli riservate a squadre nazionali maschili.

## Storia
Il Canada ha partecipato al campionato mondiale fin dalla seconda edizione gestita dalla FIFUSA, in cui uscì al primo turno perdendo tutte le partite. La selezione nordamericana si ripresentò tre anni dopo in Australia dove colse il suo primo pareggio contro l'Inghilterra.
Avviatisi anche i mondiali della FIFA, il Canada vi prese parte immediatamente nel 1989; la vittoria con il Giappone fu la prima - e tutt'ora unica - per i canadesi che non si qualificheranno più a una fase finale. Nelle rassegne continentali il Canada ha ottenuto la prima qualificazione alle fasi finali in occasione della CONCACAF Futsal Championship 2012, uscendo tuttavia al primo turno.

## Risultati nelle competizioni internazionali

### Mondiali FIFUSA
- 1982 - Non presente
- 1985 - Primo turno
- 1988 - Primo turno

### FIFA Futsal World Cup
- 1989 - Primo turno
- 1992 - Non qualificata
- 1996 - Non qualificata
- 2000 - Non qualificata
- 2004 - Non qualificata
- 2008 - Non qualificata
- 2012 - Non qualificata
- 2016 - Non qualificata
- 2021 - Non qualificata
- 2024 - Non qualificata

### CONCACAF Futsal Championship
- 1996 - Non presente
- 2000 - Non presente
- 2004 - Non presente
- 2008 - Non presente
- 2012 - Primo turno
- 2016 - Primo turno
- 2021 - Quarti di finale
- 2024 - Quarti di finale